# Museo Napier
El museo Napier es un sitio histórico y cultural situado en Thiruvananthapuram, India. El museo fue establecido en 1855. En 1874, el edificio del antiguo Museo fue demolido y la base para el nuevo edificio fue establecido. El nuevo edificio lleva el nombre de Lord Napier, el gobernador de Madras entre 1866 y 1872.

## Diseño
La obra maestra arquitectónica fue diseñada por Robert Chisholm, el arquitecto asesor del Gobierno de Madrás y la construcción se completó en 1880. El museo es un hito en la ciudad, debido a su ornamentación y estilo arquitectónico gótico y alminar. La estructura también cuenta con un sistema de aire acondicionado natural.

## Características
El museo alberga una valiosa colección de objetos arqueológicos e históricos, los ídolos de bronce, ornamentos antiguos, un templo de carros y tallas de marfil. También contiene el Sri Chitra Art Gallery, que contiene obras de Raya Ravi Varma y Nikolái Roerich, así como ejemplos de arte Tanjore y Pintura mogol.
Los jardines del museo también contienen un jardín zoológico, que es una de las más antiguas de la India. Este zoológico fue fundado en 1857 y se extiende sobre 55 acres (220 000 m²) de tierra.